# Ислам в Африке
Африка была первым континентом за пределами Аравии, куда распространился ислам в начале VII века. Почти треть мусульманского населения в мире проживает на этом континенте. Большинство мусульман в Африке — сунниты; сложность ислама в Африке раскрыта в различных философских школах и традициях во многих африканских странах. Африканский ислам не статичен и постоянно изменяется под влиянием социальных, экономических, и политических условий. Обычно ислам в Африке часто приспосабливается к африканским культурным контекстам и взглядам, и образует различные новые формы.

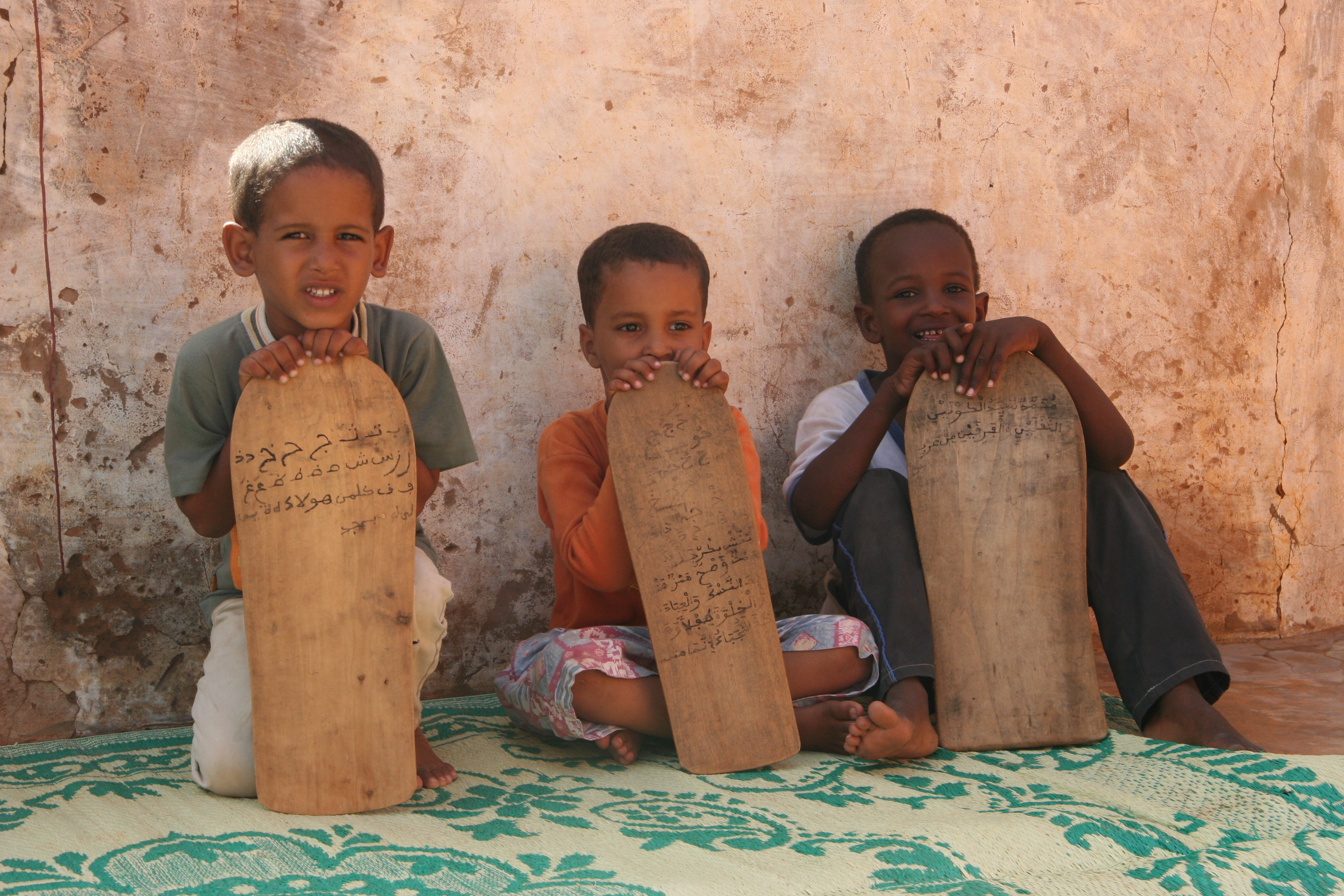
Мальчики, изучающие Коран в медресе в Мавритании

По данным 2002 года, мусульмане составляют 45 % населения Африки. Большое количество мусульман проживают в Северной Африке, на Африканском Роге, на побережье суахили и в большой части Западной Африки. Меньшее, но всё же значительное количество иммигрантов-мусульман проживает и в Южной Африке.

## Распространение
По решению пророка Мухаммеда около 615 года двадцать три мусульманина мигрировали в Абиссинию, где они были защищены её правителем Аль-Наяши, который позже принял ислам. В том же году за ними последовало ещё около сотни мусульман. К 628 году все мусульмане возвратились в Медину, оставив лишь эфиопов, принявших ислам. В 641 году во время правления халифа Умара ибн аль-Хаттаба мусульманские войска завоевали территории современного Египта, а в следующем году — территории современной Ливии. Позже мусульмане расширили своё влияние до территории Туниса в 647 году в период правления третьего халифа Усмана ибн Аффана. Завоевание Северной Африки продолжилось во время правления Омейядского халифата; около 680 года был захвачен Алжир, а в следующем году — Марокко. Из Марокко мусульманские войска пересекли Гибралтарский пролив и вторглись в Европу в 711 году. Ислам приобретал все больше последователей в Западной Африке в течение X века с появлением движения Альморавидов на реке Сенегал и вместе с тем, как правители принимали ислам. Ислам медленно распространился по большой части континента с помощью торговли и проповедования. К началу IX века мусульманские cултанаты начали распространять ислам на Африканском Роге, и к XII веку султанат Килва распространил ислам даже на далёкий юг, в Мозамбик. Глубже в Малави и Конго ислам проник только во второй половине XIX века во время правления Занзибарского султаната. Британцы привозили рабочую силу из Индии, включая некоторых индийцев-мусульман, в свои африканские колонии в конце девятнадцатого и в начале двадцатого веков.

### История ислама в Африке
Присутствие ислама в Африке может быть прослежено до VII века, когда Мухаммад посоветовал ряду своих сподвижников, которые подверглись гонениям, осуществляемым мекканскими многобожниками, найти убежище. Для этого необходимо было пересечь Красное море и попросить убежища у правителя аль-Наяши, в Сайле (Сомали). В мусульманской традиции это событие известно как первая хиджра. Эти первые мухаджиры принесли исламу его первый главный триумф, и береговая линия Эритреи стала первой безопасной зоной для мусульман, и первым местом, где стал исповедоваться ислам за пределами Аравийского полуострова. Спустя семь лет после смерти Мухаммада (639 год) арабы расширили своё влияние в Африке, и за два поколения ислам распространился на Африканский Рог и Северную Африку.
В следующих веках консолидация мусульманских торговых сетей, связанных родственными связями и суфийскими братствами, достигла своего пика в Западной Африке, позволив мусульманам завладеть огромным политическим влиянием и властью. Во время господства Умара II тогдашний губернатор Африки, Исмаил ибн Абдулла, склонил берберов к исламу с помощью своего справедливого управления. Среди других ранних известных миссионеров — Абдуллах ибн Ясин, который начал движение, заставившее тысячи берберов принять ислам.
Похожим образом на побережье суахили ислам распространился внутрь страны за счёт традиционных африканских религий. Расширение ислама в Африке не только привело к образованию новых сообществ, но также переформировало существующие африканские общины и империи так, чтобы они базировались на исламской модели. Действительно, в середине XI века, империя Канем, влияние которой простиралось на Судан, перешла в ислам. В то же время в Западной Африке правитель империи Борну также принял ислам. Исследователь XIV века Ибн Баттута, отмечая рвение африканцев к исламу, отметил, что мечети были так переполнены по пятницам, что было невозможно найти место.
Но стоит отметить что история ислама в Африке и история распространения этой религии, особенно на севере и Африканском Роге, всегда была предметом для споров. Глава Awqaf Африка в Лондоне, шейх доктор Абу-Абдулла Аделабу написал в своей работе «Развитие ислама в империях и королевствах культурного региона Йорубаланд» заявил о раннем появлении ислама в юго-западной Нигерии. Он поддержал арабского антрополога Абдуху Бадави с его аргументом, о том что ранним мусульманским миссионерам принесло пользу падение царства Куш в южном Судане и процветание многокультурного Аббасидского халифата на континенте, что по его словам, создало несколько потоков миграции, двинувшихся в середине 9 века в западном направлении, в так называемую Чёрную Африку. Аделабу указал на популярность и влияние Аббасидского халифата (750—1258), второй великой династии с правителями, носящими название 'Калиф', и что халифат содействовал мирной и процветающей миграции мусульман от Нильской Долины до Нигера, а также арабских торговцев от пустыни до Бенуэ. Заявление Аделабу похоже соответствует стандартному историческому представлению, что завоевание Северной Африки исламским Омейядским Халифатом в 647—709 годах н. э. эффективно пресекло распространение христианства в Африке ещё на несколько веков.

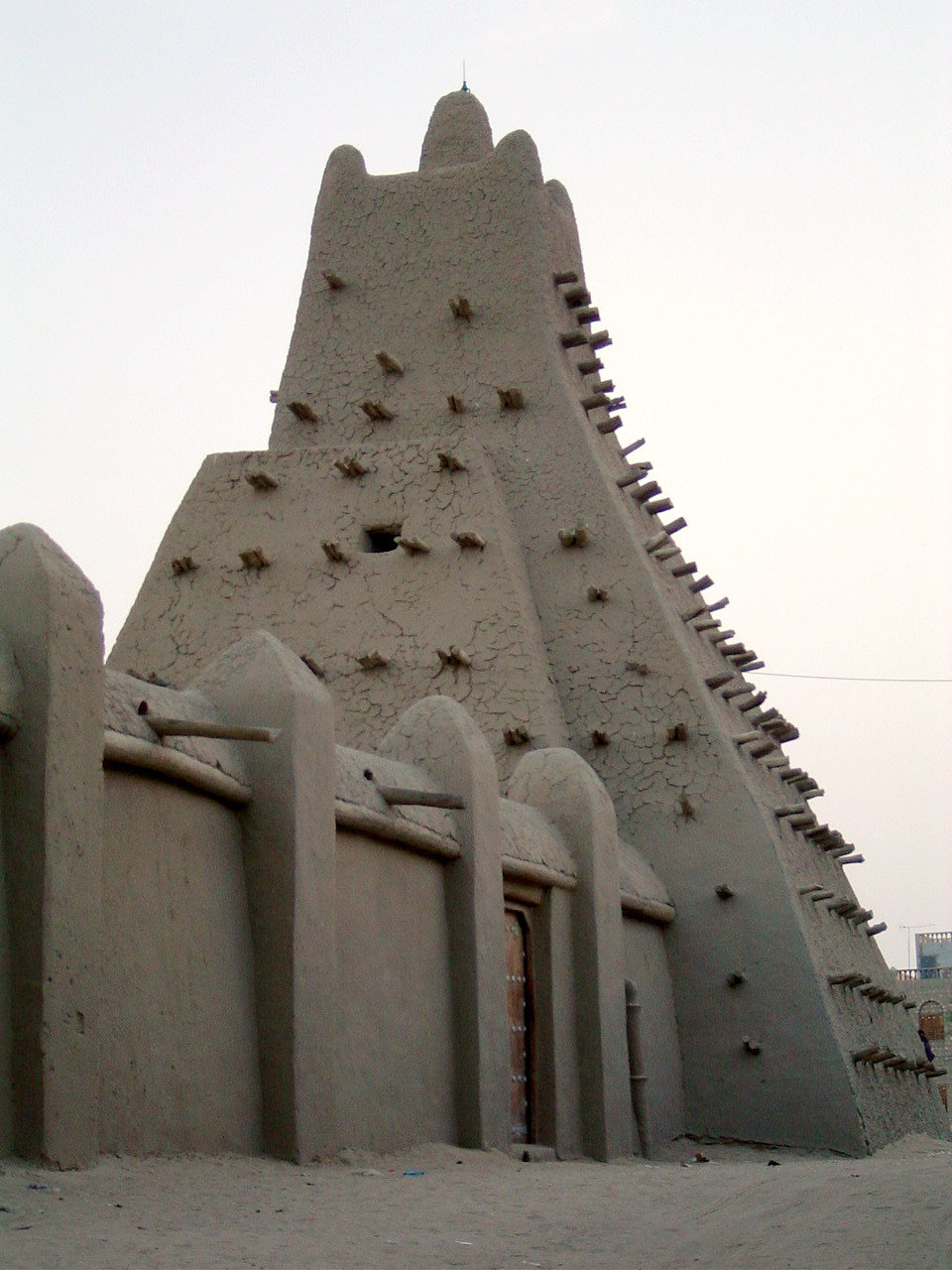
Медресе Санкоре в Томбукту

В XVI веке султанат Вадаи и государство Кано (город)Кано приняли ислам, и позже к XIX веку, Халифат Сокото во главе с Осман дан ФодиоОсманом Даном Фодио также предпринял значительные усилия по распространению ислама.

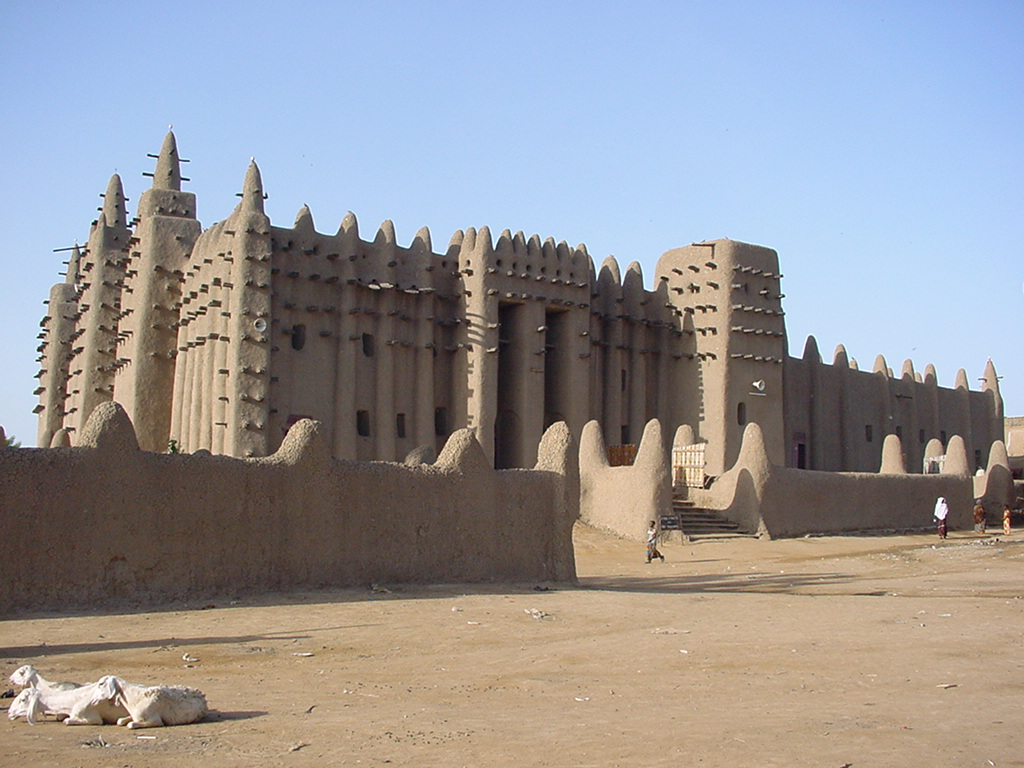
Большая мечеть Дженне

В Восточной Африке исламизация была связана с арабской работорговлей и проникновением купцов-мусульман в глубь континента. В Южной Африке исламизация была связана с появлением там рабов-малайцев и индонезийцев, ввозом британскими колонизаторами мусульман-индийцев в качестве рабочей силы.
Сегодня ислам является преобладающей религией северной половины Африки, и главным образом сконцентрирован в Северной Африке, Африканском Роге и в регионе Сахель, а также в Западной Африке.

## Характеристика
Ислам существует в Африке так давно, ещё начиная с зарождения на Аравийском полуострове, что некоторые учёные утверждали, что это — традиционная африканская религия.
Хотя большинство мусульман в Африке является суннитами или суфиями, сложность африканского ислама отображена в различных философских школах, традициях и движениях которые постоянно борются за господство во многих африканских странах. Ислам в Африке не статичен и постоянно изменяется под влиянием социальных, экономических и политических условий.
Ислам в Африке часто адаптируется к местным культурным контекстам и системам взглядов, формируя особенные формы. Африканцы в общем адаптировали ислам двумя способами, сделав его частью своих традиций, или более радикально, как движение Альморавидов.
Кроме того, у ислама в Африке есть и местные и глобальные размеры. На местном уровне эксперты утверждают, что мусульмане (включая африканских мусульман) действуют со значительной автономией и не имеют международной организации, которая регулирует их религиозные методы. Этот факт объясняет различия в исламских методах по всему африканскому континенту. На глобальном уровне мусульмане в Африке являются также частью общины умма или международного исламского сообщества, и следят за глобальными проблемами и текущими событиями, которые затрагивают мусульманский мир с пристальным интересом. С глобализацией и развитием информационных технологий, мусульмане в Африке поддерживают тесную связь с более широким мусульманским миром.
Аналитики утверждают, что мусульмане в Африке, как и другие мусульмане в Азии, на Ближнем Востоке и остальной части мира, кажется вовлечены в интенсивную борьбу относительно будущего направления ислама. Центральным вопросом этой борьбы являются вопросы о пути, которым мусульмане должны практиковать свою веру. Учёные утверждают, что большинство, кажется, предпочитает оставаться на умеренном, толерантном курсе, который исторически характеризует ислам. Однако относительно малочисленная, но растущая группа хотела бы установить более строгую форму религии, ту, которая управляет всеми аспектами общества.
Практически во всей исламизированной Африке не соблюдаются исламские запреты на изображение живых существ. Скульптуры людей и животных и другая мелкая пластика обычны подавляющего большинства африканских народов и являются основным видом туристических сувениров. Среди мусульман-темне Сьерра-Леоне свинья, которую ислам считает нечистым животным, почитается как тотем. Там, где в доисламский период были распространены собаки, которых ислам также считает нечистыми животными, их продолжают выращивать и в настоящее время. Не слишком строго соблюдаются исламские посты (ураза). 

#### Шариат
Закон шариата широко влияет на свод законов в большинстве исламских стран, но степень его воздействия значительно различается. В Африке большинство государств ограничивает использование шариата по отношению к «закону личного статуса», то есть для ряда проблем, таких как брак, развод, наследование и опекунство. За исключением северной Нигерии, развитию атеизма ничего не угрожает, даже при том, что новое исламское возрождение оказывает огромное влияние на некоторые сегменты мусульманского населения. Сожительство или сосуществование между мусульманами и немусульманами также является повседневностью.
Нигерия является родиной самого многочисленного мусульманского населения Африки. В 1999 северные штаты Нигерии приняли уголовный кодекс по шариату, но наказания были редки. Фактически, десятки женщин, осуждённых за супружескую измену и приговорённых к забиванию камнями насмерть, были позже освобождены. Египет, одно из самых больших мусульманских государств в Африке, требует шариата, как главного источника её законодательства, но всё же её уголовные и гражданские кодексы базируются в основном на Французском праве.

## Течения
Мусульмане в Африке главным образом сунниты, хотя есть также значительное количество сторонников движения Ахмадийя и шиитов. Кроме того, у суфизма, эзотерического движения в исламе, также есть последователи. Малики́тский мазха́б является доминирующей школой права среди большинства суннитских сообществ на континенте, в то время как Шафии́тский мазха́б распространён на Африканском Роге, восточном Египете и побережье суахили. Ханафи́тский мазха́б также популярен в западном Египте.

### Суфизм
Суфизм, который сосредоточен на мистических элементах ислама, имеет представительство, а также последователей в Западной Африке и Судане, и, как и другие течения, стремится узнать Бога посредством медитаций и эмоций. Поклонники суфизма могут быть суннитами или шиитами, и их церемонии могут включать в себя пение, музыку, танцы и медитацию.
Суфизм в Африке разнороден, иногда он практикуется наряду с традиционными фольклорными верованиями. Салафиты критикуют суфиев фольклористов, и заявляют, что те включили «неисламские» верования в их методы, такие как празднования, посещение святынь «исламских святых», танцуя во время молитвы.
В Западной Африке и Судане существуют различные течения суфизма, критически расцениваемые более доктринально строгими отраслями ислама на Ближнем Востоке. Большинство духовных братств в Западной Африке подчёркивает роль духовного гида, или возможность обладания сверхъестественной силой, и рассматриваются как течения африканизированного ислама. Суфийское братство Тиджания является самым популярным суфийским братством в Западной Африке, с большим количеством последователей в Мавритании, Мали, Нигере, Сенегале и Гамбии.

### Салафизм
Относительно недавно салафизм начал распространяться в Африке, в результате многих мусульманских неправительственных организаций (NGO), такие как Всемирная исламская лига, Всемирная ассамблея для мусульманской молодёжи и других, прежде всего финансируемых салафитскими правительствами на Ближнем Востоке. Эти салафитские организации, часто базирующиеся в Саудовской Аравии, ратуют за консерватизм и рассматривают суфийский ислам как «неортодоксальный» и идущий вопреки традиционному исламу. Такие негосударственные организации построили доминируемые салафитами мечети и исламские центры в Африке, и многие заполнены пуританскими африканскими мусульманами, часто обучаемыми на Ближнем Востоке. Стипендии на обучение, чтобы учиться в исламских университетах на Ближнем Востоке также предлагаются дальнейшим последователям салафизма.

### СМИ в Африке
Развитие СМИ на африканском континенте усложняется рядом причин, таких как языковая, религиозная, экономическая и политическая раздробленность.
На территории континента существует огромное множество языков, и ещё большее количество наречий, в большинстве которых не существует современных понятий как к примеру «развитие экономики» или «правовое государство». Издавать прессу на английском или французском языках также не является решением, в основном из-за неграмотности населения.
Ещё одной причиной слабого распространения прессы на континенте является отсутствие традиции чтения. Поэтому радио является наиболее доступным и распространённым источником информации.
Свободы слова как таковой не существует, в результате строгого правительственного контроля, а также экономических интересов владельцев СМИ. «Давление властей на СМИ выражается не только через судебные преследования, но и через систему тарифов, налогов на импорт бумаги, полиграфического оборудования, аппаратуры, лицензий на занятие журналистикой, предоставление массмедиа правительственной рекламы, штрафы.»
Пресса Северной Африки несколько обособленна от остального континента, так как регион имеет ярко выраженные арабско-мусульманские корни. Здесь также существуют определённые проблемы со свободой слова. Информация контролируется целым рядом правительственных мер, таких как ограничение выдачи лицензий, предварительная цензура и т. д.
Также немаловажной характеристикой региона являются попытки правительств исламизировать прессу. Это можно увидеть на примере Судана, где в 1996 году было обсуждение проекта закона о СМИ, в который был внесён раздел заключавший в себе исламское учение, и предложение сделать его основой для управления повседневной журналистской деятельностью. В этом разделе под названием «Свобода прессы» декларируется право каждого на выпуск периодического издания, и провозглашаются свободы, которые принято считать демократическими. Это представляет собой попытку увязать принятые во многих странах мира положения о деятельности СМИ с господствующей в стране системой идей, выраженной в исламском вероучении.
В общем развитие журналистики в Африке напрямую зависит от внешней политики, повышения уровня грамотности населения и совершенствования законодательной базы, поскольку во многих случаях используются нормы традиционного мусульманского и национального общего права.